# Patonyi László (tanár)
Patonyi László (Budapest, 1943. december 28. – Budapest, 2004. január 12.) magyar-orosz szakos tanár, a Szent István Közgazdasági Szakközépiskola tanára, a Patonyi László Sportcsarnok névadója

## Életpályája
1967. augusztus 15-én nevezte ki a Pénzügyminisztérium a friss diplomás bölcsész Patonyi Lászlót az I. István Közgazdasági Technikum tanárává. Az orosz nyelvet kitűnően beszélő Patonyi László tanítási sikereinek záloga volt a páratlan, szinte művészi színvonalú didaktikai, metodikai kultúrája. Fiatal kora ellenére Patonyi tanár úr lett az iskola idegen nyelvi munkaközösségének vezetője. Három év múlva már a kerületi orosz nyelvtanárok munkaközösségét vezette. Az iskola életének egészével első ízben, mint az iskolarádió munkáját segítő tanár találkozott. Irányításával az iskolarádió megemlékezéseket, irodalmi műsorokat sugárzott. Oly sikeres volt munkája, hogy a későbbiekben az iskola valamennyi ünnepélyének ő lett a felelőse. Évekig patronálta az iskolaújságot.
Nevelő munkájában már ekkor felbukkant Patonyi tanár úr bölcsész szenvedélye mellett a sport iránti elkötelezettsége is. Osztályának jelmondata: “Egészséges testben, egészséges lélek.”  Fontosnak tartotta a diákok megismertetését a sporttal.
Patonyi László 1974-ben az iskola igazgatóhelyettese lett három évtizedre, 2004-es haláláig. A három évtized  során több mint száz NB1-es labdarúgót, válogatottat vagy csupán igazi sportembert nevelt.
Mint futballedző az 1970-es évektől kezdődően fokozatosan futtatta fel az iskola futballcsapatát. Egyszerre volt edző és menedzser. A csapat már az 1980-as évektől  rangos külföldi ifitornákon szerepelt, Norvégiában, az Egyesült Államokban, Ausztráliában. Patonyi László kitűnő kapcsolatot épített ki az FTC-vel is; olyan neves válogatott játékosok kerültek ki a keze alól, mint Lisztes Krisztián, Vincze Ottó, Sebők Vilmos és Hrutka János.

## Emlékezete
2011 májusában avatták fel a IX. kerületi Szent István Közgazdasági Szakközépiskola és Kollégium új tornacsarnokát, amelyet Patonyi Lászlóról neveztek el.
Sírja az esztergomi temetőben található.